# Walter Luft
Walter Luft   (Süßenbach, 15 de novembre de 1944) és un ex-pilot de trial austríac que destacà en competicions europees durant les dècades de 1970 i 1980. És recordat per haver guanyat un Campionat d'Àustria i per haver participat en el desenvolupament dels prototipus de trial de les marques austríaques Puch i KTM, tot i que sense gaire bons resultats (cap dels dos fabricants no arribaren a comercialitzar mai els seus respectius models de trial).